# Hartwig Hufnagl
Hartwig Hufnagl (* 6. Mai 1976 in Oberösterreich) ist ein österreichischer Manager. Er ist seit Februar 2019 Vorstandsdirektor der Autobahnen- und Schnellstraßen-Finanzierungs-Aktiengesellschaft ASFINAG.

## Leben
Hartwig Hufnagl stammt aus Vöcklabruck. Ein Studium der Rechtswissenschaften an der Universität Salzburg von 1994 bis 2000 schloss er als Magister ab. Anschließend war er für die Industriellenvereinigung als Mitarbeiter im Europäischen Parlament. Von 2004 bis 2006 war er Referent im Kabinett von Verkehrsminister Hubert Gorbach. 2006 trat er in die ASFINAG ein, wo er zunächst in der Konzernsteuerung tätig und später zwei Jahre lang Assistent von Vorstandsdirektor Alois Schedl war. 2009 wurde Hufnagl zum Leiter des Netzmanagements in der ASFINAG Service GmbH bestellt.
Von November 2006 bis Februar 2019 war Hufnagl Generalsekretär des Austrian Traffic Telematics Cluster und wird dort seither für seine langjährigen Dienste weiter als Ehrenmitglied geführt.
Anfang 2018 wurde er stellvertretender Kabinettschef im Bundesministerium für Verkehr, Innovation und Technologie unter Minister Norbert Hofer. Mit 1. Februar 2019 wurde Hufnagl zum Vorstandsdirektor der ASFINAG für Betrieb bestellt. Er folgte in dieser Funktion Karin Zipperer nach, die im November 2018 ausgeschieden war. Zum Zeitpunkt der Bestellung Hufnagls war Peter Franzmayr Aufsichtsratsvorsitzender, der 2005 Trauzeuge von Hufnagl war.
Im Juni 2019 wurde er in den Medien als möglicher Bundesminister für Verkehr, Innovation und Technologie der Bundesregierung Bierlein genannt. Im Dezember 2023 wurde sein Vertrag vom Aufsichtsrat der ASFINAG als Vorstand für den Bau- und Betrieb (COO) verlängert.